# Йохан Фридрих фон Еберщайн
Йохан Фридрих фон Еберщайн (на немски: Johann Friedrich von Eberstein; * 10 януари 1611; † 5 февруари 1647) от швабския благороднически род Еберщайн, е граф на Еберщайн, господар на замъка Ной Еберщайн при Гернсбах (в Баден-Вюртемберг).

## Произход
Той е син на граф Йохан Якоб II фон Еберщайн († 1647) и втората му съпруга Магарета фон Золмс-Лаубах († 1635), дъщеря на граф Йохан Георг I фон Золмс-Лаубах († 1600) и Маргарета фон Шьонбург-Глаухау († 1606).
Йохан Фридрих фон Еберщайн умира на 5 февруари 1647 г. на 36 години.

## Фамилия
Йохан Фридрих фон Еберщайн се жени на 7 май 1636 г. в Мец за Анна Амалия фон Крихинген († 1676), дъщеря на граф Петер Ернст II фон Крихинген († 1633) и Анна Сибила фон Насау-Вайлбург († 1643). Те имат пет деца:
- Йохан Лудвиг фон Еберщайн (* 17 юни 1637; † 30 юни 1637)
- Ернст Фридрих фон Еберщайн (* 30 март 1638; † 25 април 1638)
- Казимир фон Еберщайн (* 29 април 1639; † 22 октомври (декември) 1660), граф на Еберщайн, господар на Фрауенберг, женен на 5 май 1660 г. в Идщайн за графиня Мария Елеонора фон Насау-Вайлбург (* 12 август 1636; † 16 декември 1678)
- Сибила фон Еберщайн (* 23 септември 1640; † 5 март 1647)
- Агата фон Еберщайн (* 29 май 1646; † 16 юни 1646)

Вдовицата му Анна Амалия фон Крихинген се омъжва втори път 1637 г. за граф Каспар Бернхард II фон Рехберг (1588 – 1651), негова четвърта съпруга.